# 木津誠之
木津 誠之（きづ まさゆき、1972年10月14日 - ）は、日本の俳優、声優である。文学座に所属しており、愛知県出身である。

## 出演作品

### 舞台
1997年
- 初舞台『さらば たかしお』（劇団ショーマ）

2000年
- 『エレファントマン』（アトリエ）

2002年
- 『大寺學校』（アトリエ）
- 『アラビアンナイト』（文学座本公演）青山円形劇場

2003年
- 『龍の伝説』（本公演）紀伊國屋ホール
- 『ニュルンベルク裁判』（ひょうご舞台芸術）紀伊國屋サザンシアター

2004年
- 『時の物置』世田谷パブリックシアター

2005年
- 『花咲く港』新国立劇場
- 『アルバートを探せ』（アトリエ）

2006年
- 『裸足』（サイスタジオ）
- 『サイタ サイタ サクラガサイタ』（京都芸術センター）

2007年
- 『カンガルー』（現代制作舎）テルプシコール
- 『アラビアンナイト』（本公演）

2008年
- 『長崎ぶらぶら節』（本公演）東京芸術劇場

2010年
- 『わが町』（本公演）全労済ホールスペース・ゼロ
- 『法然と親鸞』（前進座）東北巡演
- 『男は男だ』（日本劇団協議会）恵比寿エコー・劇場

2011年
- 『連結の子』（本公演）吉祥寺シアター
- 『hondana』（サカスザカス）SPACE雑遊
- 『雨のワンマンカー』新宿サニーサイドシアター

2012年
- 『ファウスト』（モナカ興業）SPACE雑遊
- 『A Piece of Cake!』（丸福ボンバーズ）APOCシアター
- 『hondana』SPACE雑遊
- 『タネも仕掛けも』（本公演）紀伊國屋サザンシアター

2013年
- 『ウェルズロード12番地』（日本劇団協議会）青年座劇場
- 『ガリレイの生涯』（本公演）あうるすぽっと

2014年
- 『君となら〜Nobody Else But You』（パルコ・プロデュース公演）PARCO劇場

2024年
- 『十二人の怒れる男』（日本の劇団）下北沢駅前劇場[2]

2025年
- 『中村仲蔵 〜歌舞伎王国 下剋上異聞〜』（ホリプロ）上海交通銀行前滩31文化芸能センター・大劇場[3]

### テレビドラマ
- 川、いつか海へ
- 小暮写眞館
- 大河ドラマ
  - 風林火山（2007年） - 高遠連峰軒 役
  - 真田丸（2016年） - 長束正家 役
  - べらぼう〜蔦重栄華乃夢噺〜（2025年） - 釘屋四郎兵衛 役
- ちむどんどん（2022年） - 石川修 役
- 新宿野戦病院 第1話（2024年7月3日、フジテレビ）[4]

### テレビ番組
- 渡辺篤史の建もの探訪（2015年10月3日） - 夫婦で出演し、自宅を紹介。

### 映画
- 築城せよ!（ゴン）

### テレビアニメ
- OVERMANキングゲイナー（生徒）

### 劇場アニメ
- コクリコ坂から

### ラジオドラマ
- あの人
- 星を掘れ!
- レディ・パイレーツ
- 青春アドベンチャー（NHK-FM）
  - 「谷川俊太郎の詩と旅する　ことのはワンダーランド」（2021年3月1日 - 12日）[5] -  語り
- 特集オーディオドラマ（NHK-FM）
  - 「1975年に生まれて」（2025年3月22日）[6] -  ナガノ 役